# Полушин, Филипп Иванович
Фили́пп Ива́нович Полу́шин (15 августа 1906, дер. Кремлёнки, Яранский уезд, Вятская губерния, Российская империя ― 2 апреля 1970, Тула, РСФСР, СССР) ― советский военный лётчик, военачальник. В годы Великой Отечественной войны — начальник штаба 50-го ближне-бомбардировочного / 193-го отдельного гвардейского разведывательного авиаполка 2-й Воздушной армии на Воронежском и 1-м Украинском фронтах. Полковник (1949). Участник советско-финской и Великой Отечественной войн.

## Биография
Родился 15 августа 1906 года в дер. Кремлёнки ныне Оршанского района Марий Эл.
14 октября 1928 года призван в РККА. В 1933 году окончил Военную школу морских лётчиков в Ейске.
В 1935—1939 годах в Монголии: штурман эскадрильи особого назначения, участник событий на Халхин-Голе. В 1936 году награждён орденом Красного Знамени (Монгольская Народная Республика), в 1937 году ― орденом Красного Знамени.
Участник советско-финской войны: в 1939―1940 годах был начальником оперативного отделения авиаполка. В 1940 году награждён орденом Красной Звезды.
С 1941 года участник Великой Отечественной войны: начальник штаба 50-го ближне-бомбардировочного / 193-го отдельного гвардейского разведывательного авиаполка 2-й Воздушной армии на Воронежском и 1-м Украинском фронтах, гвардии подполковник. Награждён несколькими орденами, в том числе: орденом Отечественной войны I степени (1943), орденом Кутузова III степени (1944), орденом Красной Звезды (1944), орденом Красного Знамени (1945), боевыми медалями. В 1947 году ему вручили Чехословацкий Военный крест 1939―1945 годов.
В 1952—1956 годах был начальником штаба авиадивизии. В 1949 году присвоено звание полковника, награждён орденом Красного Знамени. В 1953 году также награждён орденом Ленина.
Умер 2 апреля 1970 года в Туле, похоронен там же.

## Боевые награды
- Орден Ленина (03.01.1953)[10]
- Орден Красного Знамени (28.01.1937, 12.05.1945, 20.06.1949)[4][11][9]
- Орден Отечественной войны I степени (30.03.1943)[12]
- Орден Кутузова III степени (05.07.1944)[13]
- Орден Красной Звезды (21.03.1940, 03.11.1944)[5][14]
- Орден Красного Знамени (Монгольская Народная Республика) (1936)[2]
- Чехословацкий Военный крест 1939―1945 годов (1947)[2]
- Медаль «За взятие Берлина» (09.06.1945)[15]
- Медаль «За освобождение Праги» (09.06.1945)
- Медаль «За победу над Германией в Великой Отечественной войне 1941―1945 гг.» (14.09.1945)[11]
- Юбилейная медаль «30 лет Советской Армии и Флота» (1948)[16]